# 叉牙濘齒鱂
叉牙濘齒鱂，為輻鰭魚綱鯉齒目鯉齒亞目谷鱂科的其中一種，為熱帶淡水魚，分布於中美洲墨西哥Ameca-Magdalena及Armeria-Coahuayana河流域，體長可達7公分，棲息在底中層水域，生活習性不明，可做為觀賞魚及食用魚。

## 擴展閱讀
維基物種上的相關：叉牙濘齒鱂